# عالم براكين
عالم البراكين أو مختص في علم البراكين، هو عالم جيولوجي يركز على فهم تكوين البراكين ونشاطها البركاني. كثيرًا ما يزور علماء البراكين البراكين، أحيانًا البراكين النشطة، لمعاينة الثورات البركانية ومراقبتها، وجمع المنتجات البركانية بما في ذلك التفرا (مثل الرماد أو الخفاف)، وعينات الصخور والحمم البركانية. أحد مجالات التركيز الرئيسية للتحقيق في الآونة الأخيرة هو التنبؤ بالثورات البركانية للتخفيف من التأثير على السكان المحيطين بالبركان ومراقبة المخاطر الطبيعية المرتبطة بالنشاط البركاني. يُشار إلى الجيولوجيين الذين يبحثون عن المواد البركانية التي تتكون منها الأرض الصلبة بعلماء الصخور النارية.

## نظرة عامة على الوظيفة

### المسمى الوظيفي
يبحث علماء البراكين في العديد من جوانب العمليات البركانية لفهم تكوين الكواكب بشكل أفضل أو لمراقبة الثورات البركانية الحالية والمستقبلية من أجل حماية المواطنين الذين يعيشون في مناطق الخطر البركاني. يعمل علماء البراكين في الجامعات والمتاحف أو معاهد البحوث الوطنية الأخرى (غالبًا ما تشمل مراصد البراكين)، أو في الصناعة. عادةً ما يشارك علماء البراكين العاملون في الأوساط الأكاديمية في تدريس فصول الجيولوجيا إذا كان مقرهم في جامعة (محاضر أو أستاذ)، وإدارة التجارب المعملية، وجمع البيانات، وكتابة الأوراق العلمية التي يراجعها الأقران للمجتمع العلمي من أجل نقد المعرفة والاكتشاف وتعزيزها.. يعمل علماء البراكين الذين يعملون في مراصد البراكين والمتاحف في تعاون وثيق مع الباحثين الأكاديميين، ولكن المهام اليومية قد تشمل أيضًا جمع العينات البركانية ومعالجتها، وكتابة التقارير من محطات المراقبة، والتوعية العامة المتعلقة بالمخاطر البركانية وتغير المناخ.

### التخصصات الفرعية لعلم البراكين
- عالم الصخور النارية

- عالم البراكين الفيزيائي - شخص يدرس الخصائص الفيزيائية لرواسب وصخور الرماد البركاني.

- عالم الصخور المُجرب - شخص يحاكي العمليات البركانية والصهارية في المختبر (غالبًا ما يكون متخصصًا في الديناميكا الحرارية المطبقة على عمليات الأرض).

- الجيوكيميائي - ويشمل الذين يدرسون التركيب الكيميائي للصخور والغازات البركانية (انظر أيضًا الكيمياء الجيولوجية للنظائر ). غالبًا ما يستخدم علماء الكيمياء الجيولوجية قياس الطيف الكتلي وتحليل المسبار الإلكتروني الدقيق لفهم تاريخ ما قبل اندلاع الصخور البركانية ومدى سرعة حدوث الانفجارات.

- جيوفيزيائي البراكين (أو عالم زلازل البراكين)

- عالم براكين الكواكب - شخص يدرس العمليات البركانية على الكواكب الأخرى.

## علماء براكين بارزون (نشطون حاليًا)
- هارالدور سيغوردسون (1939-)، عالم براكين آيسلندي وعالم جيوكيميائي
- بيل ماغواير (مواليد 1954)
- كيث رولي (مواليد 1949 ؛ رئيس وزراء ترينيداد وتوباغو منذ 2015)
- روبرت ستيفن جون سباركس تشانينج ويلز أستاذ الجيولوجيا في قسم علوم الأرض في جامعة برستل.
- دونالد بي. دينغويل (مواليد 1958 في كورنر بروك، نيوفاوندلاند، كندا) هو عالم جيولوجيا، ومدير قسم علوم الأرض والبيئة و Ordinarius لعلم المعادن والصخور في جامعة لودفيغ ماكسيميليان في ميونخ
- كاثرين كاشمان عالمة براكين أمريكية، وأستاذة علم البراكين في جامعة برستل
- تيري بلانك عالم جيوكيميائي أمريكي وعالم براكين وأستاذ علوم الأرض في كلية كولومبيا [الإنجليزية] بجامعة كولومبيا وومرصد لامونت دوهرتي للأرض [الإنجليزية].
- ريتشارد أركولوس عالم أسترالي في الصخور والبراكين، وكان سابقًا أستاذًا في كلية علوم الأرض في الجامعة الوطنية الأسترالية.
- روزالي لوبيز (من مواليد 8 يناير 1957 في ريو دي جانيرو، البرازيل) هي العالمة الأولى في مختبر الدفع النفاث التابع لناسا ومتخصصة في جيولوجيا الكواكب وعلم البراكين.
- كليف أوبنهايمر (مواليد 1964) عالم براكين بريطاني، وأستاذ علم البراكين في قسم الجغرافيا بجامعة كامبريدج.
- تامسين ماذر أستاذ بريطاني لعلوم الأرض في قسم علوم الأرض، جامعة أكسفورد. تدرس العمليات البركانية وتأثيراتها على بيئة الأرض وظهرت على شاشات التلفزيون والراديو
- ماري إدموندز [الإنجليزية] (ولدت في 14 سبتمبر 1975) هي أستاذة في علم البراكين والجيولوجيا في جامعة كامبريدج، وتركز أبحاثها على الفيزياء والكيمياء للانفجارات البركانية والصهارة وفهم الدوران المتطاير في الأرض الصلبة كما تتوسطها الصفائح التكتونية.
- جاني راديبو [الإنجليزية] عالمة الكواكب الأمريكية وأستاذة الجيولوجيا في جامعة بريغام يونغ.
- ليندي إلكينز تانتون [الإنجليزية]، عالمة كواكب وأستاذة خبرة في تكوين الكواكب وتطورها. وهي مديرة مدرسة استكشاف الأرض والفضاء في جامعة ولاية أريزونا (ASU) في تيمبي، أريزونا، والباحث الرئيسي في مهمة سايكي التابعة لوكالة ناسا، والمديرة السابقة لمؤسسة كارنيجي للعلوم قسم المغناطيسية الأرضية.
- جيني باركلي [الإنجليزية]، أستاذة علم البراكين في جامعة إيست أنجليا. تعمل على طرق التخفيف من المخاطر البركانية والتفاعلات بين هطول الأمطار والنشاط البركاني والتواصل بشأن المخاطر البركانية في منطقة البحر الكاريبي
- كلير هورويل [الإنجليزية]، أستاذة الصحة الجيولوجية في قسم علوم الأرض ومعهد المخاطر والمخاطر والمرونة في جامعة دورهام والمدير المؤسس لشبكة المخاطر الصحية البركانية الدولية (IVHHN). تدرس المخاطر الصحية للغبار المعدني الطبيعي والصناعي

## علماء براكين بارزون
- جورج لويس لوكلير، كونت دي بوفون (1707-1788)
- جيمس هوتون (1726-1797)
- ديودات جراتيت دي دولوميو (1750-1801)
- جورج جوليوس بوليت سكروب (1797–1876)
- جوزيبي ميركالي (1850-1914)
- ألفريد لاكروا (1863–1948)
- فرانك أ.بيريت (1867–1943)
- توماس جاغار (1871-1953)، مؤسس مرصد بركان هاواي
- ألفريد ريتمان (1893-1980)
- SigurÞur Þórarinsson (1912–1983)،
- هارون تازيف (1914-1998)، مستشار الحكومة الفرنسية وجاك كوستو
- جورج بل ووكر (1926-2005)، عالم البراكين الرائد الذي حوّل الموضوع إلى علم كمي
- ماتت كاتيا وموريس كرافت (1942-1991 و1946-1991، على التوالي)، في جبل أونزين في اليابان، 1991
- بيتر فرانسيس (1944-1999)
- ديفيد أ. جونستون (1949-1980)، قُتل أثناء ثوران بركان جبل سانت هيلينز عام 1980
- هاري جليكن (1958-1991)، توفي في جبل أونزين في اليابان عن طريق تدفق البيروكلاستيك، 1991

## روابط خارجية
- Volcano Live- ما هو عالم البراكين؟
- العلوم البيئية - كيف تصبح عالم براكين